# Ascolepis protea
Ascolepis protea är en halvgräsart som beskrevs av Friedrich Welwitsch. Ascolepis protea ingår i släktet Ascolepis och familjen halvgräs.

## Underarter
Arten delas in i följande underarter:
- A. p. anthemiflora
- A. p. bellidiflora
- A. p. ochracea
- A. p. protea